# Dan Waern
Dan Waern   (Sköldinge, 17 de gener de 1933) és un atleta suec ja retirat, especialista en curses de mig fons, que va competir durant les dècades de 1950 i 1960. El 1957 fou reconegut amb la Svenska Dagbladet Gold Medal.
El 1956 va prendre part en els Jocs Olímpics d'Estiu de Melbourne, on quedà eliminat en sèries en els 1.500 metres del programa d'atletisme. Quatre anys més tard, als Jocs de Roma, fou quart en la mateixa prova.
En el seu palmarès destaca una medalla de plata al Campionat d'Europa d'atletisme de 1958, rere Brian Hewson, i els campionats nacionals dels 800 metres de 1958, 1959 i 1960 i dels 1.500 metres de 
1956 a 1961. El 1958 va establir el rècord del món dels 1.000 metres. El 1961 fou desqualificat per la IAAF per professionalisme.

## Millors marques
- 800 metres. 1' 47.5" (1961)
- 1.500 metres. 3' 38.6" (1960)
- Milla. 3' 58.5" (1957)[3][6]